# 엘비스 스토이코
엘비스 스토이코(영어: Elvis Stojko, 1972년 3월 22일~)는 캐나다의 피겨 스케이팅 선수이다. 그는 세계 선수권 대회에서 3번 우승했고, 1994년과 1998년 올림픽에서 은메달을 땄다.

## 개인 생활
스토이코는 온타리오주 뉴마켓에서 태어났다. 그의 아버지는 1955년에 캐나다로 이주했고, 그의 어머니 이레니는 1956년에 소련의 침공에서 달아났다. 스토이코는 온타리오주 리치먼드힐에서 자랐다.

## 같이 보기
- 올림픽 피겨스케이팅 메달리스트 목록